# Muntanya Jilandi
La muntanya Jilandi està situada a la província d'Akmolà, al districte de Jakhsi, al sud-oest de les muntanyes. El riu Exim es troba a 8 km de la vall a la dreta. 
La seva alçada màxima és de 358 m. Està situat al sud-oest i s'estén cap al nord-est. Fa prop de 8 km de longitud, i uns 3 km d'amplitud. L'alçada relativa és de 33 m. D'acord amb els plecs dels vessants, s'ha reduït.
A l'est hi ha grans de pedra.
La vegetació principalment està composta per festuques, Atriplex, Salsola arbuscula, Achnatherum i plomalls.